# Volleyball Santa Croce
Maillots
Le Volleyball Santa Croce  est un club italien de volley-ball féminin fondé en 1973 et basé à Santa Croce sull'Arno, dans province de Pise, en Toscane, qui évolue pour la saison 2011-2012 en Serie A2.

## Effectifs

### Saison 2011-2012
Entraîneur : Mauro Chiappafreddo  Italie
| No  | Nom                      | Date de Naissance  | Taille | Poids | Nationalité | Poste                     |
| --- | ------------------------ | ------------------ | ------ | ----- | ----------- | ------------------------- |
| 2.  | Ilaria Demichelis        | 27 août 1987       | 178    |       | Italie      | Passeuse                  |
| 3.  | Valeria Rosso            | 24 octobre 1981    | 183    | 67    | Italie      | Réceptionneuse-attaquante |
| 5.  | Mirela Corjeutanu        | 6 juillet 1977     | 192    | 80    | Roumanie    | Réceptionneuse-attaquante |
| 6.  | Sara Ruberti             | 28 avril 1990      | 186    |       | Italie      | Réceptionneuse-attaquante |
| 7.  | Giada Boriassi           | 14 décembre 1992   | 188    |       | Italie      | Centrale                  |
| 8.  | Giorgia Tanturli         | 1er septembre 1981 | 168    |       | Italie      | Passeuse                  |
| 9.  | Anita Filipovics         | 9 avril 1988       | 191    | 75    | Hongrie     | Centrale                  |
| 10. | Alessia Lanzini          | 28 août 1981       | 165    |       | Italie      | Libero                    |
| 11. | Natalia Guadalupe Brussa | 13 février 1985    | 188    | 71    | Italie      | Réceptionneuse-attaquante |
| 12. | Deborah Liguori          | 29 août 1989       | 178    |       | Italie      | Réceptionneuse-attaquante |
| 13. | Maja Batina              | 8 novembre 1989    | 189    |       | Croatie     | Réceptionneuse-attaquante |
| 18. | Marina Zambelli          | 1er janvier 1990   | 187    | 74    | Italie      | Centrale                  |